# Lepthyphantes constantinescui
Lepthyphantes constantinescui este o specie de păianjeni din genul Lepthyphantes, familia Linyphiidae, descrisă de Georgescu, 1989.
Este endemică în Romania. Conform Catalogue of Life specia Lepthyphantes constantinescui nu are subspecii cunoscute.